# کبخا
کبخا (به اسپانیایی: Cobeja) یک شهرستان در اسپانیا است که در استان تولدو واقع شده‌است.

## خصوصیات
کبخا ۱۷٫۳۷ کیلومترمربع مساحت و ۲٬۰۴۷ نفر جمعیت دارد و ۵۰۴ متر بالاتر از سطح دریا واقع شده‌است.